# Eric Cairns
Eric Cairns, född 27 juni 1974, är en före detta professionell kanadensisk ishockeyspelare.
Eric Cairns spelade som en mycket fysisk försvarare i NHL mellan åren 1996 och 2006. Han vägde 110 kg fördelat på 198 cm vilket gjorde honom väl lämpad för sin uppgift som extremt defensiv back och slagskämpe. Han har också besökt utvisningsbåset ganska ofta. Totalt satt han utvisad 1182 minuter under sin tid i NHL. Den största delen av karriären tillbringade Cairns i New York Islanders där han spelade under sex säsonger.

## NHL-klubbar
- Pittsburgh Penguins 2005-2006
- Florida Panthers 2005
- New York Islanders 1998-2004
- New York Rangers 1996-1998